# Pfarrkirche St. Georg (Bünzen)

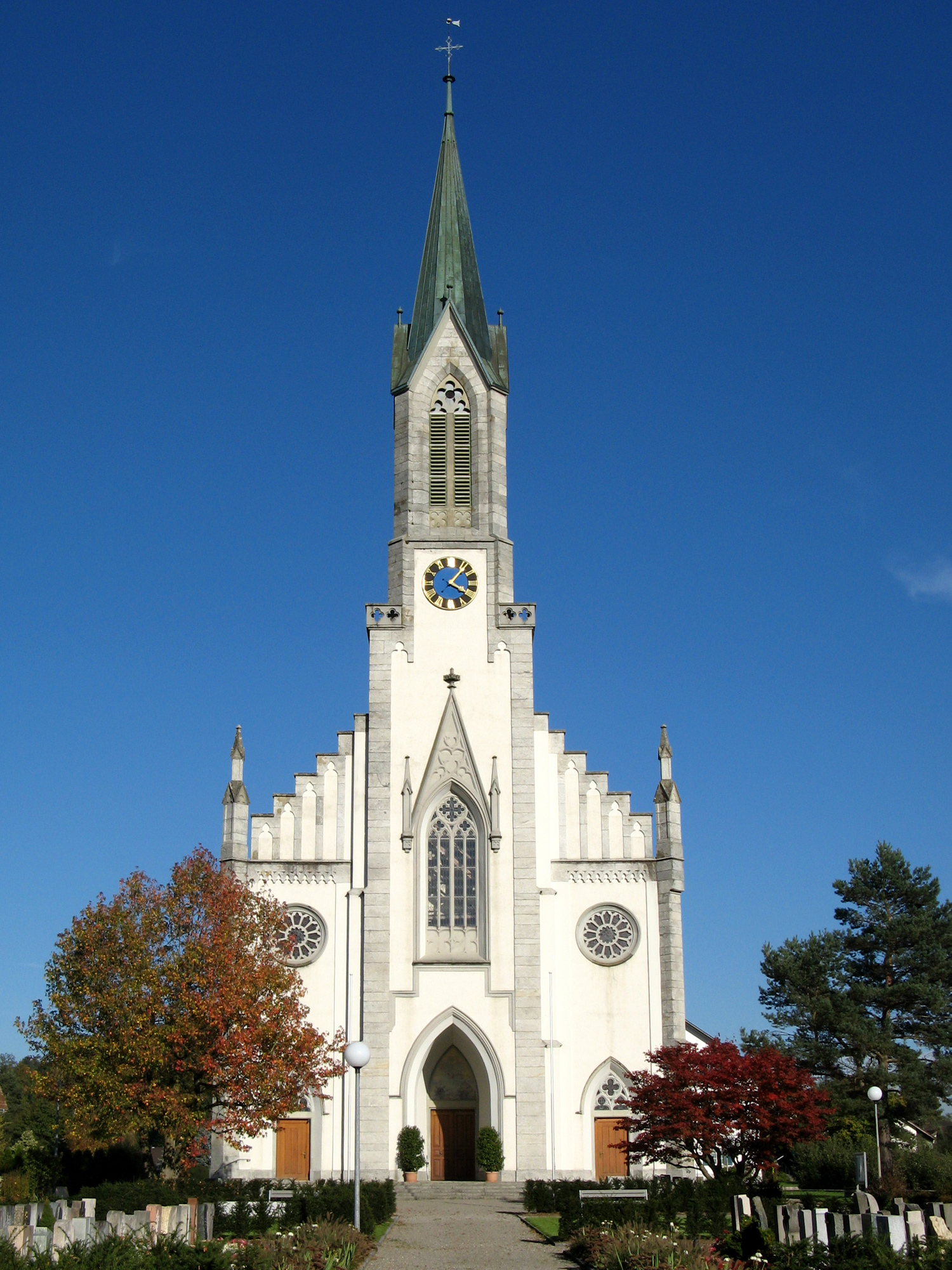
Pfarrkirche St. Georg

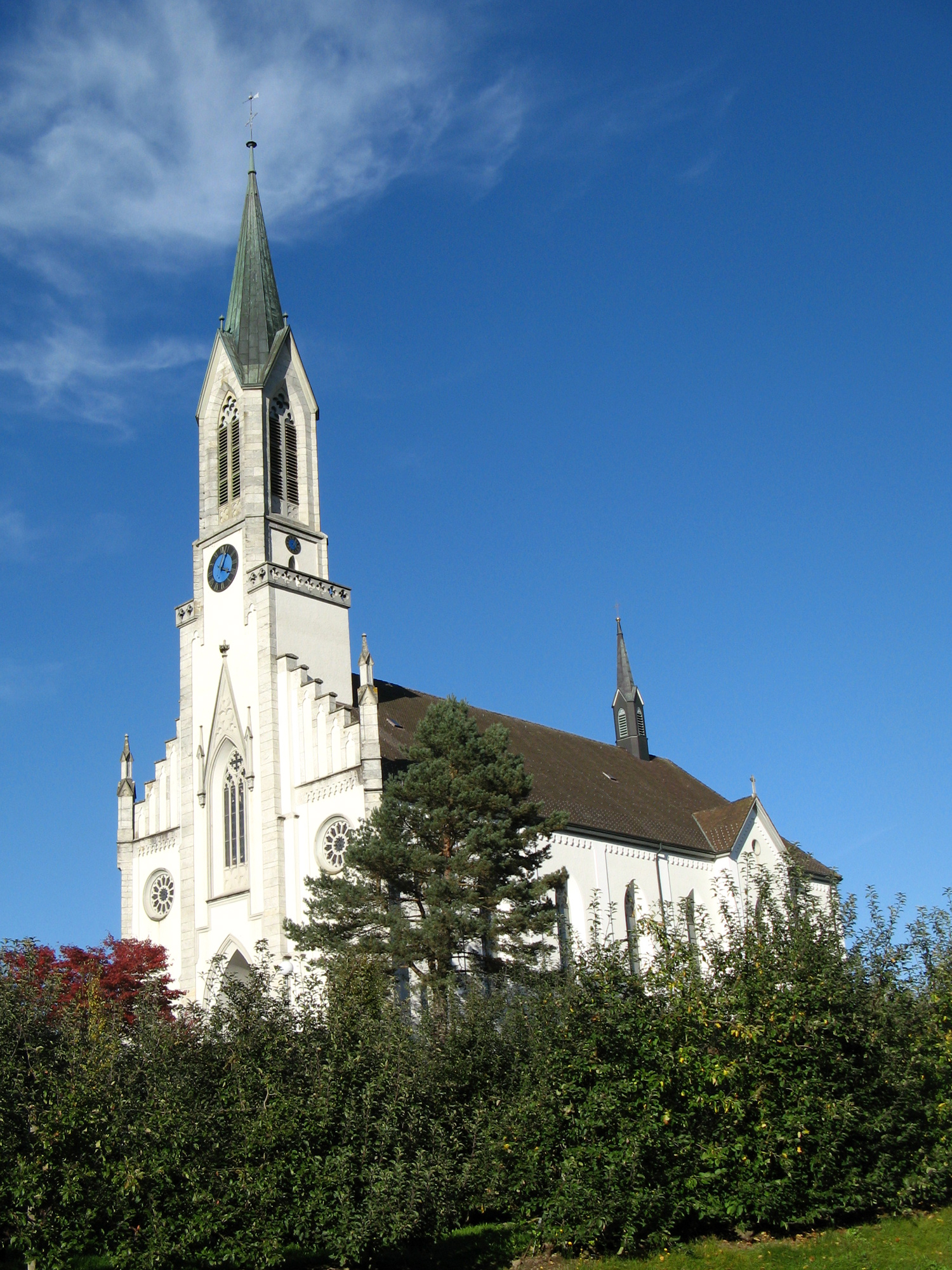
Ansicht von Süden her

Die Pfarrkirche St. Georg ist die römisch-katholische Pfarrkirche von Bünzen im Kanton Aargau. Das neugotische Bauwerk entstand von 1860 bis 1862 nach Plänen von Joseph Caspar Jeuch und ersetzte eine ältere Kirche aus dem 16. Jahrhundert.

## Geschichte
Eine Urkunde von 1320 erwähnt einen Leutpriester in Bünzen. Ein Jahr später erwarb das Kloster Muri den Kirchensatz und erreichte 1328 dessen Inkorporation durch Papst Johannes XXII. Das Patrozinium des Heiligen Georg wird erstmals 1412 genannt. Die erste Erwähnung eines Kirchengebäudes stammt aus dem Jahr 1508; genannt wird eine kleine Saalkirche mit zwei Jochen, einer seitlich angebauten Sakristei und einem Dachreiter. 1529 kam es zu einem Bildersturm, als das Dorf sich für kurze Zeit der Reformation anschloss. Der Chor wurde 1577 errichtet, der Kirchturm kam 1600 hinzu. Mit der Zeit erwies sich die Kirche als zu klein. Die Pfarrer schlugen 1818, 1820 und 1826 einen Neubau vor, doch das Projekt scheiterte zunächst am Widerstand der Dörfer Besenbüren und Waldhäusern, die ebenfalls zur Pfarrei gehören.
Die Kirchgemeinde beschloss 1850 einen Neubau und wählte eine Baukommission, die Wahl des Architekten fiel auf Joseph Caspar Jeuch. Das Projekt verzögerte sich um mehrere Jahre, einerseits aufgrund von Rechtsstreitigkeiten mit der Kantonsregierung (dem damaligen Kollator), andererseits weil Jeuch seine Pläne mehrmals änderte. Schliesslich begannen 1860 die Bauarbeiten. Die alte Kirche wurde abgebrochen, erhalten blieb die Nothelferkapelle (ehemaliges Beinhaus) nördlich der Kirchhofmauer. Karl Arnold-Obrist, der Bischof von Basel weihte die Kirche am 26. Oktober 1862. Die im Jahr 1870 präsentierte Schlussrechnung nannte die Bausumme von 180'515 Franken (inkl. Fronarbeit).
Orgelbau Goll nahm 1926 eine Renovation der Orgel vor. 1931 erfolgte einen Innenrenovation mit neuer Ausmalung, 1956 eine Aussenrenovation. 1980 wurde eine neue Orgel installiert. Für 2013/14 ist eine weitere Innenrenovation geplant.

## Bauwerk

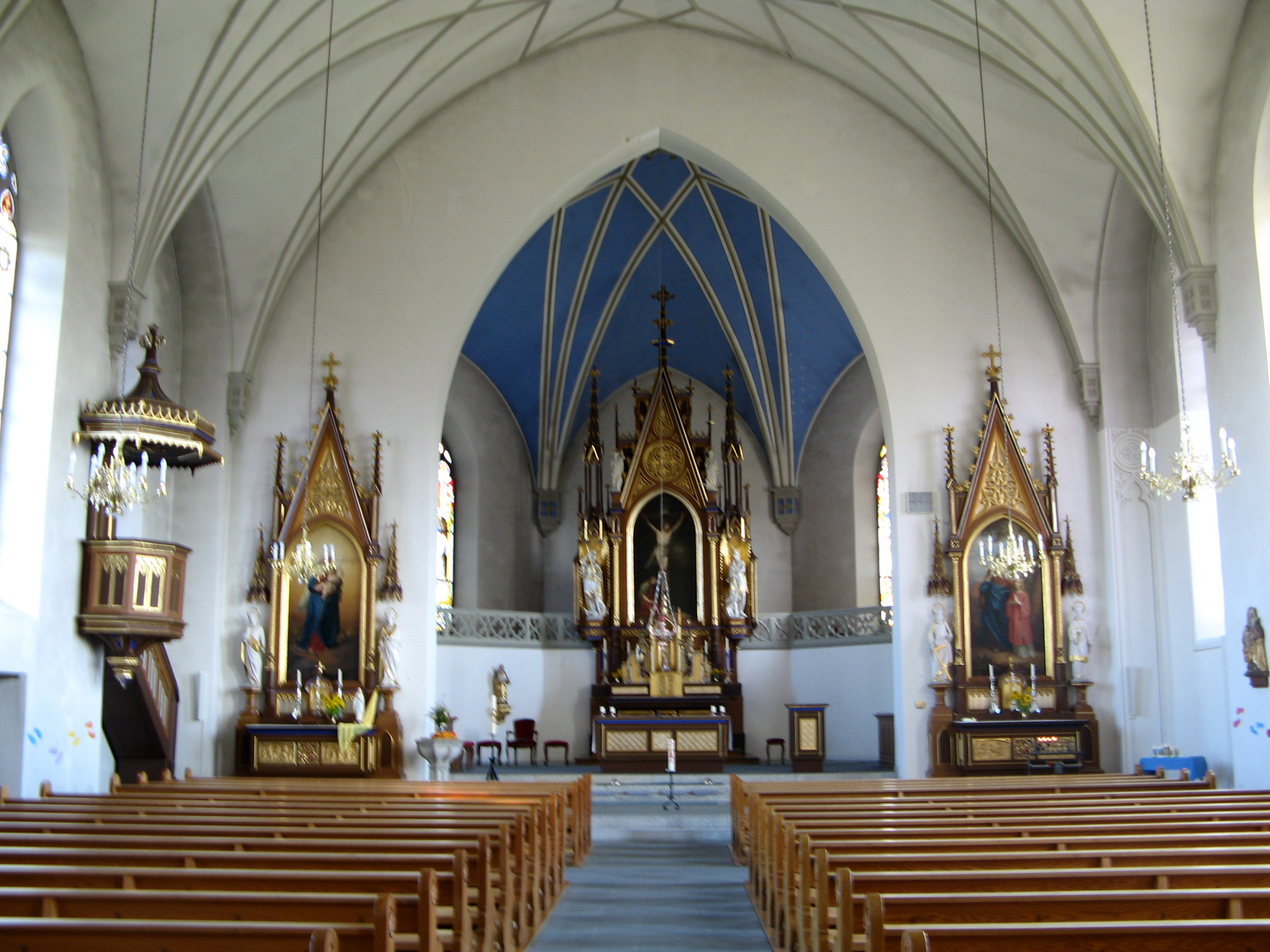
Innenansicht

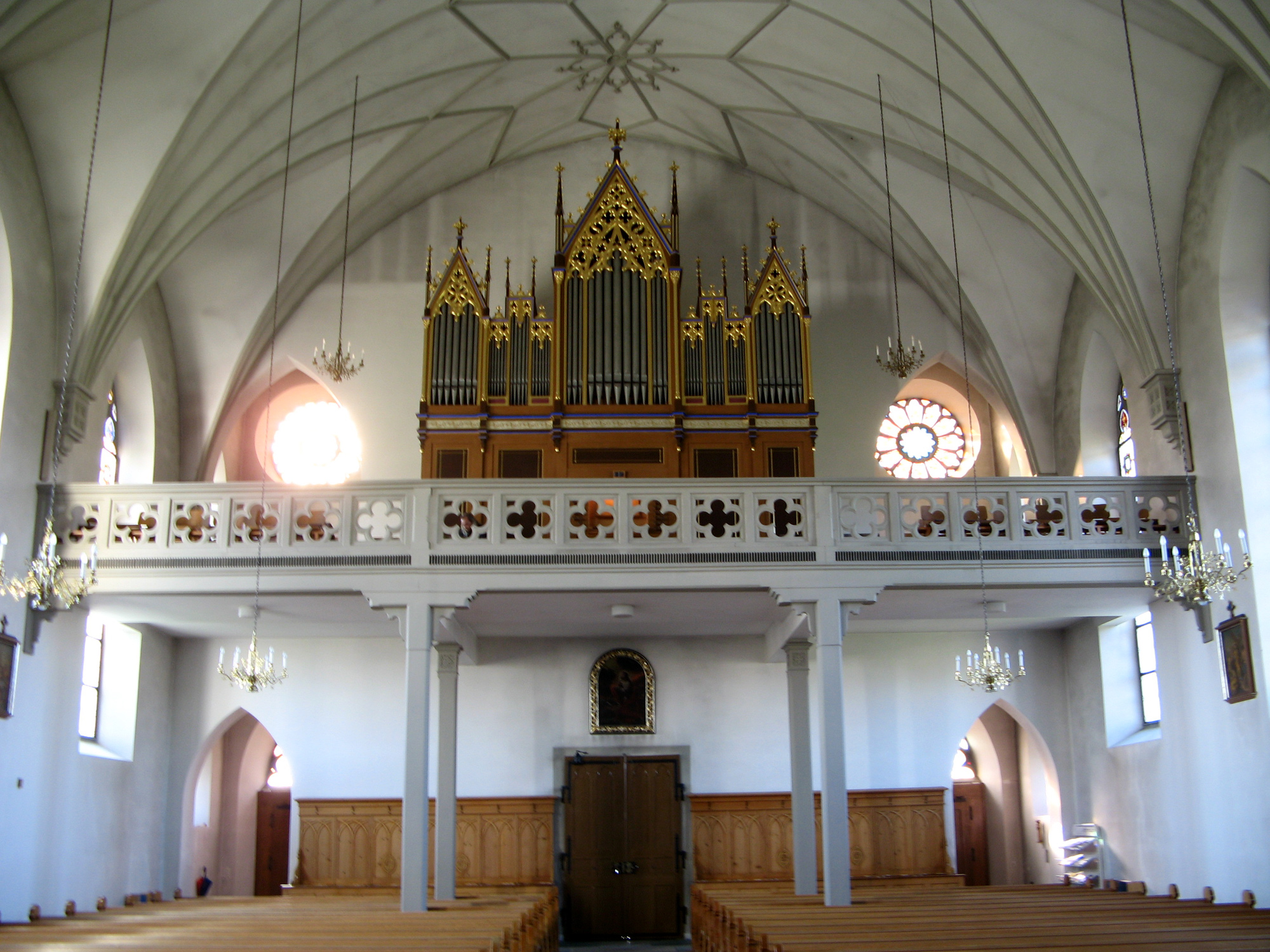
Empore mit Orgel

Die älteste neugotische Kirche der Region Freiamt steht auf einer in die Ebene hineinragenden Moräne und überragt die übrigen Gebäude des Dorfes deutlich. Sie ist als Saalkirche mit nicht eingezogenem Polygonalchor konzipiert. Das östlichste Joch des Kirchenschiffs springt risalitartig vor und markiert ein niedriges Querschiff. Der zentrale Turm mit Spitzhelm, der mehr als doppelt so hoch ist wie das Schiff, beherrscht die Vorderfront im Westen. Zwei seitliche Treppengiebel flankieren den Turmschaft auf beiden Seiten, knapp über der Höhe des Dachfirstes.
Im Innern überspannt ein Netzgewölbe mit Gipsprofilen und -rosetten das fünfjochige Kirchenschiff, der Chorbogen springt weit ein. Der Chor wird durch eine niedrige umlaufende Galerie eingeschnürt, darunter befinden sich die Sakristeiräume. Die Altarbilder stammen von Melchior Paul von Deschwanden.